# 7800º Fahrenheit Tour
Il 7800º Fahrenheit Tour è stato un tour del gruppo musicale statunitense Bon Jovi, intrapreso durante il 1985 per promuovere il secondo album in studio del gruppo, 7800° Fahrenheit. Toccò il Giappone, l'Europa e gli Stati Uniti.